# Светски дан превремено рођених беба
Светски дан превремено рођених беба обележава се 17. новембра почев од 2011. године. Установљен је са идејом да се пажња друштва усмери на озбиљне проблеме који се јављају код превремено рођених беба, али и њихових родитеља.

## ОСветском дану превремено рођених беба
Обележава се 17. новембра у свету. Свака десета беба широм света се роди раније. То чини на годишњем нивоу 15 милиона беба. У Србији се роди пре времена чак 4000 беба.
Тим бебама је потребна посебна медицинска нега и зато се одвајају од мајки. Родитељи су тада изложени стресу, кривици, анксиозности, страху, а притом су немоћни да ураде било шта за своју децу.
Прави разлог зашто долази до превременог порођаја и даље је непознаница. Узрок може бити стање бебе, хроничне или акутне болести мајке, али и социолошке и економске прилике самих трудница.
Обележавање Светског дана има за циљ да се анимира друштво и усмери на озбиљне проблеме превремено рођених беба и њихових родитеља.

### Кенгурска нега
Кенгурска нега је први пут предложена 1978. године у породилишту у болници Сан Хуан де Диос у Боготи, у Колумбији. То значи да се беба да мајци на груди и да се тако оствари директан контакт бебе и мајке кожа на кожу. Тај метод је сада подржала и Светска здравствена организација.